# Маріон (Південна Кароліна)
Маріон (англ. Marion) — місто (англ. city) в США, в окрузі Меріон штату Південна Кароліна. Населення — 6448 осіб (2020).

## Географія
Маріон розташований за координатами 34°10′44″ пн. ш. 79°23′48″ зх. д. / 34.17889° пн. ш. 79.39667° зх. д. (34.178755, -79.396574).  За даними Бюро перепису населення США в 2010 році місто мало площу 11,45 км², уся площа — суходіл.

## Демографія
Згідно з переписом 2010 року, у місті мешкало 6939 осіб у 2788 домогосподарствах у складі 1858 родин. Густота населення становила 606 осіб/км².  Було 3099 помешкань (271/км²).
Расовий склад населення:
| - 69,2 % — чорних або афроамериканців - 27,8 % — білих - 1,1 % — азіатів - 0,2 % — корінних американців |

До двох чи більше рас належало 1,4 %. Частка іспаномовних становила 1,3 % від усіх жителів.
За віковим діапазоном населення розподілялося таким чином: 27,6 % — особи молодші 18 років, 57,8 % — особи у віці 18—64 років, 14,6 % — особи у віці 65 років та старші. Медіана віку мешканця становила 35,3 року. На 100 осіб жіночої статі у місті припадало 78,2 чоловіків;  на 100 жінок у віці від 18 років та старших — 70,3 чоловіків також старших 18 років.
Середній дохід на одне домашнє господарство  становив 41 085 доларів США (медіана — 29 037), а середній дохід на одну сім'ю — 50 286 доларів (медіана — 36 521). Медіана доходів становила 49 339 доларів для чоловіків та 24 440 доларів для жінок. За межею бідності перебувало 38,8 % осіб, у тому числі 57,8 % дітей у віці до 18 років та 27,7 % осіб у віці 65 років та старших.
Цивільне працевлаштоване населення становило 1994 особи. Основні галузі зайнятості: освіта, охорона здоров'я та соціальна допомога — 23,4 %, виробництво — 21,6 %, мистецтво, розваги та відпочинок — 12,2 %, роздрібна торгівля — 11,0 %.